# Société de l'Ouenza

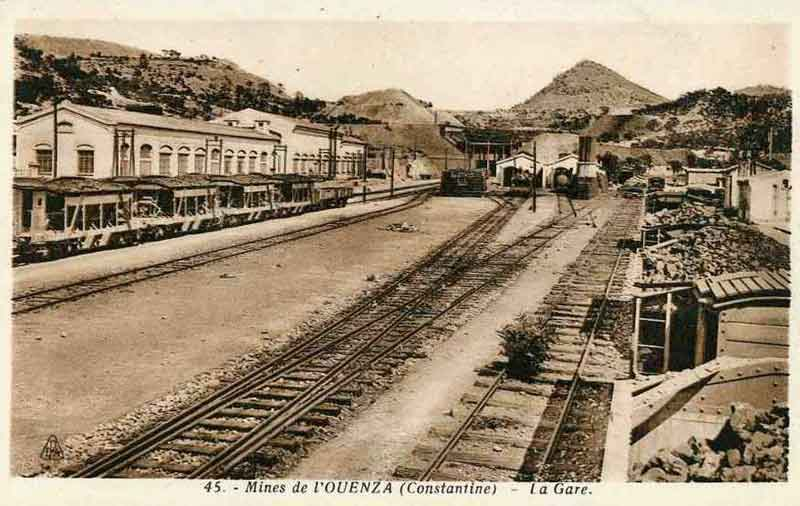
La gare de Ouenza avec des wagons de minerais

La Société de l'Ouenza a exploité depuis 1921 la mine d'Ouenza, en Algérie, sur un gisement de 5 kilomètres de long, près de la frontière tunisienne, qui renfermait d'importantes quantités de minerai de fer non phosphoreux, utilisable pour la sidérurgie, et employant en période de haute activité environ 4 000 personnes. 

## Histoire
Au terme de la forte croissance économique mondiale des années 1850, l'année 1863 voit l'installation des premiers européens à la recherche du minerai de fer à Ouenza, tandis qu'en 1870 débute l'exploitation du minerai de fer à Béni-Saf par la Société Mokta El Hadid.
En 1901, le géologue français Pascal obtient une concession pour la recherche et l’exploitation du minerai de fer à Ouenza, qui débouche en 1913 sur la création de la Société de Ouenza, au capital social de 114 millions de francs. La hausse des cours du minerai au début du siècle a fait émerger plusieurs projets, dont celui d'une ligne de chemin de fer pour desservir le gisement, mais rien n'aboutit concrètement.
La production n'est rendue réellement possible qu'à partir de 1921 par le raccordement du gisement par la ligne électrifiée du chemin de fer Ouenza – Oued-Keberit, via un embranchement de 24 kilomètres à voie étroite. Elle monte progressivement à une cadence de deux millions de tonnes par an: de 1921 à 1943 sont extraits quinze millions de tonnes de minerai, une hématite à 54 % de fer, épuisant la partie la plus accessible d'une réserve de plus de cent millions de tonnes.
Les deux principaux clients de l'Ouenza étaient l'Angleterre et l'Allemagne, à parts égales, puis la France, dont la sidérurgie employait la « Minette de Lorraine ». Celui de l'Ouenza était utilisé pour la fabrication d'aciers spéciaux à Ugine, livré via le port d'Annaba, où lui est bâti un quai de 400 mètres et des terre-pleins de stockage de 450 000 tonnes, détruits en décembre 1942 par les bombardements allemands, puis reconstruits sous la forme d'un ensemble définitif capable d'embarquer trois millions de tonnes par an, avec un parc de stockage d'un million de tonnes.
En 1925, au moment où la fabrication d'aciers spéciaux augmente fortement à Ugine, la société devint concessionnaire du gîte de fer de Bou-Khadra, situé à trente kilomètres plus au sud, et convoitée par sa voisine beaucoup plus ancienne, la Société Mokta El Hadid. La société était la dixième entreprise française par la capitalisation en 1949 et la première d'Algérie.
En 1952, c'est l'électrification des installations des mines de Ouenza et  Boukhadra, qui permet une semi-mécanisation de l’exploitation. Après la nationalisation des mines d’Algérie en 1966, l'entreprise a intégré la Société Nationale de la Recherche et de la Géologie Minières (Sonarem), tandis qu'en 1979 est créée la Fonderie de Ouenza Tébessa.